# STS Asgard II
STS Asgard II - drewniana brygantyna, żaglowiec, którego to formalnie właścicielem była Irlandia, a armatorem organizacja stawiająca sobie za cel zainteresowanie młodzieży morzem.

## Historia i rejsy
W 1985 roku żaglowiec odwiedził Stany Zjednoczone, a w 1987 Australię. W 1991 roku „Asgard II” otrzymał Trofeum Cutty Sark – prestiżowe wyróżnienie przyznawane za budowę porozumienia i przyjaźni pomiędzy startującymi w tych regatach załogami. W sezonie żaglowiec wypływał w 5 – 20 dniowe rejsy po: Morzu Irlandzkim i Morzu Północnym, z dłuższymi przerwami na udział w regatach i zlotach żaglowców. Zimą rejsy organizowane są na Wyspach Kanaryjskich. Widoczny na dziobie galion przedstawia Gráinne Ní Mháille – XVI-wieczną królową piratów, symbol burzliwych dziejów anglo-irlandzkich.

### Zatonięcie
11 września 2008 "Asgard II" zatonął podczas rejsu szkoleniowego u wybrzeży Francji na Zatoce Biskajskiej. Jednostka poszła na dno po godzinie 0400 GTM w ok. 45 minut, 12 mil na zachód od francuskiej wyspy Belle-Île na głębokości ok. 70 m. Załoga ewakuowała się bezpiecznie.